# Vodice, Šibeniško-kninska županija
Vodice so mesto in pristanišče ob magistralni cesti Reka–Split, ležijo ob plitvem zalivu Vrulja, 13 km severozahodno od Šibenika, ki spada pod Šibeniško-kninsko županijo.
Vodice so zelo obiskano turistično središče, z lepimi plažami, obdanimi z borovimi gozdovi in s slikovito okolico. Področje Vodic (na to kaže že ime) je zelo bogato z izviri vode.
V Vodicah stoji manjše pristanišče z dvema valobranoma in več pomoli. Pristanišče je zlasti v zimskih mesecih izpostavljeno burji. Tudi jugo je lahko zelo močan in povzroča visoko vodo. Ob pomolu v obliki črke L je možen privez z obeh strani. Tu je 3-tonsko dvigalo.  Na pomolu stoji svetilnik, ki oddaja svetlobni signal: R Bl 5s.
V sklopu pristanišča deluje tudi marina - »ACI Marina«, ki ima 415 privezov v morju in 90 mest na kopnem, tehnični servis, 10-tonsko dvigalo in 40 tonski travellift.

## Zgodovina
Vodice se v starih zapisih prvič omenjajo leta 1402. V 16. stoletju je bilo okoli naselja zgrajeno obrambno obzidje z več obrambnimi stolpi, od katerih se je ohranil samo eden. Turki so kraj večkrat napadli in ga poskušali zavzeti, a pri tem niso bili uspešni.
Baročna cerkev, ki stoji v mestu, je bila postavljena v 18. stol., verjetno na temeljih starejše gradnje. Na mestnem pokopališču stoji starejša cerkev, postavljena leta 1421.

## Demografija
| Pregled števila prebivalcev po letih | Pregled števila prebivalcev po letih | Pregled števila prebivalcev po letih | Pregled števila prebivalcev po letih | Pregled števila prebivalcev po letih | Pregled števila prebivalcev po letih | Pregled števila prebivalcev po letih | Pregled števila prebivalcev po letih | Pregled števila prebivalcev po letih | Pregled števila prebivalcev po letih | Pregled števila prebivalcev po letih | Pregled števila prebivalcev po letih | Pregled števila prebivalcev po letih | Pregled števila prebivalcev po letih | Pregled števila prebivalcev po letih |
| ------------------------------------ | ------------------------------------ | ------------------------------------ | ------------------------------------ | ------------------------------------ | ------------------------------------ | ------------------------------------ | ------------------------------------ | ------------------------------------ | ------------------------------------ | ------------------------------------ | ------------------------------------ | ------------------------------------ | ------------------------------------ | ------------------------------------ |
| 1857                                 | 1869                                 | 1880                                 | 1890                                 | 1900                                 | 1910                                 | 1921                                 | 1931                                 | 1948                                 | 1953                                 | 1961                                 | 1971                                 | 1981                                 | 1991                                 | 2001                                 |
| 1335                                 | 1587                                 | 1812                                 | 2110                                 | 2633                                 | 2771                                 | 3000                                 | 3024                                 | 2776                                 | 2934                                 | 2872                                 | 3257                                 | 4160                                 | 5050                                 | 6116                                 |